# Aram Radomski
Aram Radomski (* 19. Februar 1963 in Neubrandenburg) ist ein deutscher Fotograf und Designer. Er gehörte zur Opposition in der DDR und war dort politischer Häftling. Bekannt wurde er dadurch, dass er während der Friedlichen Revolution von der entscheidenden Montagsdemonstration am 9. Oktober 1989 in Leipzig gemeinsam mit Siegbert Schefke heimlich Filmaufnahmen machte, die von bundesdeutschen Medien ausgestrahlt wurden und damit auch die Bevölkerung der DDR erreichten.

## Leben

### Kindheit und Jugend
Aram Radomski verbrachte seine Kindheit in Groß Nemerow am Tollensesee. Als er drei Monate alt war, heirateten seine Eltern. Aram hieß nun Neumann. Seine Großmutter, die SED-nahe Schriftstellerin Margarete Neumann, stammte aus Ostpreußen. Sein Vater, der spätere regimekritische Schriftsteller Gert Neumann, ging 1967 wegen eines Studiums am Institut für Literatur „Johannes R. Becher“ nach Leipzig und wurde hier ansässig. Als dieser 1979 beabsichtigte, sein erstes Buch im bundesdeutschen Fischer-Taschenbuch-Verlag zu veröffentlichen – in der DDR durfte Gert Neumann, der 1969 aus politischen Gründen exmatrikuliert und aus dem Schriftstellerverband ausgeschlossen worden war, nie publizieren – wurde sein minderjähriger Sohn vom Staatssicherheitsdienst verhört. Aram Neumann sollte seinen Vater bespitzeln, was der 15-Jährige ablehnte.
Nach einer Ausbildung zum Agrotechniker arbeitete Aram Neumann zunächst als Hilfsarbeiter im Krankenhaus von Neubrandenburg, dann in Plauen als Handwerker an der dortigen Fachschule für Ökonomie.

### Haft
Im Februar 1983 wurde Neumann bei einer Faschingsveranstaltung in einem Plauener Jugendclub zusammengeschlagen. Er wusste nicht, dass es sich bei den Schlägern um Stasi-Mitarbeiter handelte, wurde als Täter verhaftet und vom Kreisgericht Plauen wegen staatsfeindlicher Hetze zunächst zu dreizehn, in der Berufungsverhandlung zu sechs Monaten Haft verurteilt. Die Verhaftung und das die Tatsachen verdrehende Urteil waren Teil eines Stasi-Zersetzungsplans gegen seinen Vater, den Schriftsteller Gert Neumann, der zum Verlassen der DDR genötigt werden sollte.
Im Gefängnis Zeithain traf Aram Neumann dann viele Jugendliche an, die aus politischen Gründen verurteilt worden waren, und er beschloss, gegen das SED-Regime aktiv zu werden. Seine damalige Freundin, eine mongolische Gaststudentin, war während seiner Haftzeit gezwungen worden, die DDR zu verlassen. Er sah sie nie wieder.

### Oppositionelles Engagement
Nach seiner Haftentlassung siedelte Neumann nach Leipzig um. Hier erhielt er einen neuen Personalausweis – allerdings wurde darin sein erster Geburtsname eingetragen: Radomski. Er absolvierte eine zweite Lehre, und zwar als Fotograf. 1984 zog er nach Ost-Berlin und arbeitete als freier Fotograf, stellte Postkarten, Aufkleber und Plakate für Veranstaltungen her und druckte oft, ohne die vorgeschriebene Druckgenehmigung einzuholen. 1985 begann er hier, im  Theater o.N. (Zinnober) mitzuarbeiten.
In der Umwelt-Bibliothek lernte er 1987 Siegbert Schefke kennen, mit dem er die Umweltzerstörung, den Verfall der historischen Städte und den sich formierenden Widerstand in der DDR dokumentierte. Beide stellten ihre Fotos und Video-Reportagen verschiedenen bundesdeutschen Fernsehmagazinen (Kontraste, Kennzeichen D) und Zeitungen zur Verfügung. Dies konnte im SED-Staat mit hohen Haftstrafen geahndet werden, zumal der 1983 aus der DDR ausgebürgerte Dissident Roland Jahn die Videoausrüstung nach Ost-Berlin hatte schmuggeln lassen und die Medienkontakte hergestellt hatte. Schefke und Radomski gaben vor, für kirchliche Einrichtungen tätig zu sein.
Häufig besuchten sie in journalistischer Absicht auch die Friedensgebete in der Leipziger Nikolaikirche.
Am 9. Oktober 1989 lieferte Radomski zusammen mit Siegbert Schefke die ersten Filmaufnahmen von den seit September stattfindenden Montagsdemonstrationen gegen die SED-Diktatur, die am folgenden Tag in den Tagesthemen mit der Schutzbehauptung gezeigt wurden, sie seien von einem italienischen Kamerateam gedreht worden. Auch die folgenden großen Leipziger Demonstrationen wurden von Radomski und Schefke dokumentiert, was zur weiteren Mobilisierung der mit der SED-Politik unzufriedenen Bevölkerung beitrug.

### Nach der Friedlichen Revolution
Nach der Friedlichen Revolution war er als freier Mitarbeiter bei verschiedenen Fernsehsendern und Zeitungen beschäftigt. 1995 absolvierte Radomski eine Ausbildung zum Multimediamanager und war nun als Fotograf und Grafiker für Theaterprojekte tätig. 2002 gründete er die Berlintapete GmbH, als deren Geschäftsführer er bis heute tätig ist.
In Hans-Christoph Blumenbergs Doku-Drama Deutschlandspiel (2000) wurde Radomski von Fabian Busch dargestellt.

## Auszeichnungen
1991 erhielt Radomski den Siebenpfeiffer-Preis, mit dem journalistisches Engagement für Freiheit und Demokratie, das keine Rücksichten auf berufliche Karriere oder finanzielle Vorteile kennt, gewürdigt wird.
2004 wurde er mit dem iF communication design award ausgezeichnet und für den Designpreis 2006 der Bundesrepublik Deutschland nominiert.
Am 26. November 2009 wurde er gemeinsam mit Siegbert Schefke und dem Leipziger Pfarrer Christoph Wonneberger mit dem Bambi in der Kategorie „Stille Helden“ gewürdigt. Die Jury erklärte zur Preisverleihung an die Initiatoren der Friedlichen Revolution: „Ihre Aufnahmen gehören zu den wertvollsten Bilddokumentationen der deutschen Geschichte.“
2014 wurde Radomski zusammen mit Christoph Wonneberger, Siegbert Schefke und Roland Jahn mit dem Leipziger Preis für die Freiheit und Zukunft der Medien ausgezeichnet.
2019 folgten das Bundesverdienstkreuz und der Preis der Deutschen Gesellschaft e. V. „Stille Helden“ der Friedlichen Revolution.